# 高合成数

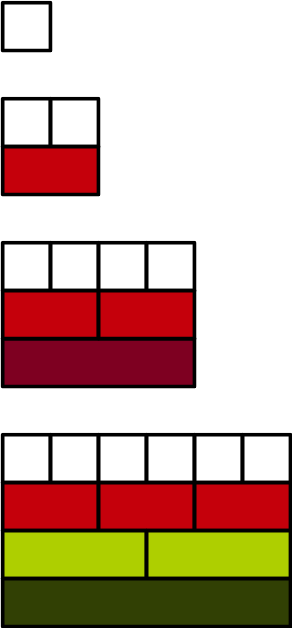
以古氏积木為例，說明前四個高合成数：1, 2, 4, 6

高合成数（highly composite number）指一类整數，任何比它小的自然数的因子数目均比这个数的因子数目少。這個詞是由斯里尼瓦瑟·拉马努金所創建。但是讓-皮埃爾·卡汗認為柏拉图已有提出此一概念，柏拉图認為城市理想的人口數為5040，因為這個數的因子數量多過任何一個比小於它的數。
以數字6為例，小於6的數字中，因子最多的數是4，有3個因子（1,2,4），而6有4個因子（1,2,3,6），因此6是高合成数。
高合成数的名稱容易讓人誤以為其中都是合成数，其實前二個高合成数1和2都不是合成数。
最小的20个高合成数为：
|            | 1, | 2, | 4, | 6, | 12, | 24, | 36, | 48, | 60, | 120, | 180, | 240, | 360, | 720, | 840, | 1260, | 1680, | 2520, | 5040, | 7560, | A002182 |
| 正因子个数 | 1, | 2, | 3, | 4, | 6,  | 8,  | 9,  | 10, | 12, | 16,  | 18,  | 20,  | 24,  | 30,  | 32,  | 36,   | 40,   | 48,   | 60,   | 64,   | A002183 |

高度合成数有无限个。為了证明这点，可用反证法。假设{\displaystyle n}是最大的高度合成数。显然{\displaystyle 2n}比{\displaystyle n}有更多因子，所以{\displaystyle 2n}才是最大的高度合成数，矛盾，故高度合成数有无限个。
大於6的高度合成數亦是豐數。
這些數常見於量度系統，在工程設計亦很常用，因為它們在分數計算時很方便。
若 Q(x)表示所有小於或等於x的高度合成数的数目，則存在两个均大於1的常数{\displaystyle a,b}，使得∶
{\displaystyle \ln(x)^{a}\leq Q(x)\leq \ln(x)^{b}\,.}

## 外部的連結
- 埃里克·韦斯坦因. . MathWorld.
- Algorithm for computing Highly Composite Numbers
- First 10000 Highly Composite Numbers
- Achim Flammenkamp, First 779674 HCN with sigma,tau,factors （页面存档备份，存于）
- Online Highly Composite Numbers Calculator （页面存档备份，存于）